# Campeonato Africano de Atletismo de 2014 - Arremesso de peso feminino
A prova do arremesso de peso feminino do Campeonato Africano de Atletismo de 2014 foi disputada no dia 14 de agosto de 2014 no Estádio de Marrakech  em Marrakech, no Marrocos. Participaram da prova 8 atletas. 

## Recordes
Antes desta competição, os recordes mundiais e do campeonato nesta prova eram os seguintes:
|                       | Nome               | Nacionalidade   | Distância | Local      | Data                |
| --------------------- | ------------------ | --------------- | --------- | ---------- | ------------------- |
| Recorde mundial       | Natalya Lisovskaya | União Soviética | 22m 63cm  | Moscou     | 7 de junho de 1987  |
| Recorde do campeonato | Vivian Chukwuemeka | Nigéria         | 18m 86cm  | Porto Novo | 1 de julho de 2012  |
| Recorde africano      | Vivian Chukwuemeka | Nigéria         | 18m 43cm  | Walnut     | 19 de abril de 2003 |

## Medalhistas
| Ouro                          | Prata              | Bronze               |
| Auriol Dongmo Mekemnang (CMR) | Chinwe Okoro (NGR) | Lezaan Jordaan (RSA) |

## Cronograma
Todos os horários são locais (UTC+1).
| Data         | Hora  | Evento |
| ------------ | ----- | ------ |
| 14 de agosto | 17:45 | Final  |

## Resultado final
| Posição           | Atleta                  | Nacionalidade | #1    | #2    | #3    | #4    | #5    | #6    | Resultados | Notas            |
| ----------------- | ----------------------- | ------------- | ----- | ----- | ----- | ----- | ----- | ----- | ---------- | ---------------- |
| Medalha de ouro   | Auriol Dongmo Mekemnang | Camarões      | 15.83 | 16.50 | 16.05 | 16.84 | x     | x     | 16.84      | Recorde nacional |
| Medalha de prata  | Chinwe Okoro            | Nigéria       | 15.79 | 16.05 | 16.40 | x     | 15.73 | x     | 16.40      |                  |
| Medalha de bronze | Lezaan Jordaan          | África do Sul | x     | 14.99 | x     | 15.31 | x     | x     | 15.31      |                  |
| 4                 | Nwanneka Okwelogu       | Nigéria       | 14.50 | 14.06 | 14.43 | x     | 15.14 | 14.65 | 15.14      |                  |
| 5                 | Alifatou Djibril        | Togo          | 13.33 | 14.38 | 14.43 | 14.89 | x     | 14.31 | 14.89      |                  |
| 6                 | Fadya Saad El Kasaby    | Egito         | 12.12 | 12.34 | 12.75 | 12.57 | 12.45 | 13.06 | 13.06      |                  |
| 7                 | Julia Agawu             | Gana          | 12.90 | 12.83 | x     | x     | x     | 12.34 | 12.90      |                  |
| 8                 | Amele Yebeltal          | Etiópia       | 10.54 | 10.61 | 11.34 | x     | 10.65 | 10.95 | 11.34      |                  |

Legenda
| Recorde mundial       | Recorde mundial (World record)               |                       | Recorde africano                      | Recorde africano (African) |                                           | Q | Classificado por posição (Qualified) |
| Recorde do campeonato | Recorde do campeonato (Championship record)  | Recorde da América    | Recorde da América (Americas)         | q                          | Classificado por melhor tempo (Qualified) |   |                                      |
| Melhor marca do ano   | Melhor marca do ano (World leading)          | Recorde asiático      | Recorde asiático (Asian)              | DNS                        | Não largou (Did not start)                |   |                                      |
| Recorde nacional      | Recorde nacional (National record)           | Recorde europeu       | Recorde europeu (European)            | DNF                        | Não terminou (Did not finish)             |   |                                      |
| Recorde pessoal       | Recorde pessoal do atleta (Personal best)    | Recorde da Oceania    | Recorde da Oceania (Oceania)          | DSQ / DQ                   | Desclassificado (Disqualified)            |   |                                      |
| Recorde da temporada  | Recorde da temporada do atleta (Season best) | Recorde sul-americano | Recorde sul-americano (South America) | NM                         | Sem marca (No mark)                       |   |                                      |